# Тоно-Пен тонометар
Тоно-Пен тонометар  (енг. Tonopen)  ручни је преносиви електронски апланациони тонометар који се напаја батеријама. 

## Карактеристике апарата и примена
Тоно-Пен тонометар је контактни тонометар, за чије мерење није потребно анестезирати рожњачу.  Врх инструмента се мења за сваког новог болесника и поставља се на централни део рожњаче. Након контакта врха сонде са рожњачом активира се се мерач силе која како би се извршила апланација централног дела рожњаче. Врх сонде садржи претварач којим се мери примењена сила (претвара се у одговрајући електрични напон). Када се апарат постави правилно, јавља се звучни сигнал који означава мерење. 
Како је Тоно-Пен тонометар преносном уређају који  испитивач држи у руци у тренутку мерења, неопходно је да офталмолог остварује уједначена притисак на површину ока при сваком мерењу, како би вредности ИОП биле што тачније.
Како је за правилно мерење неопходна само мала површина непромењене рожњаче, резултати се по тачности могу упоредити са оним добијеним Голдмановим тонометром.
Прецизност Тоно-Пена се повећава ако се направе најмање два мерења по оку, а затим упореде.

## Недостаци
Метода понекад може да умањи повишене врености ИОП-а, или да прецени ниже вредности.  На то је указао већи број објавњених истраживања која су утврдила да Тоно-Пен даје мало ниже измерене вредности ИОП у односу на измерене вредности применом Голдмановог тонометра.

## Могуће компликације
- Могуће су мање повреде рожњаче методама које укључују директан контакт са рожњачом.
- Бактериска инфекција, која се може проширити од пацијента до пацијента са накнадним заразним коњунктивитисом  или кератитисом (упала рожњаче), или кератоцкоњунктивитис епидемика (инфективна коњунктивитис узроковани аденовирусима).